# دورة الألعاب العربية 2004
كان من المقرر أن تستضيف الجزائر الدورة الرياضية العاشرة في عام 2003.. لكن حدوث الزلزال المدمر الذي راح ضحيته آلاف أدى إلى تأجيلها عاما واحدا... حيث أقيمت الدورة في العاصمة الجزائرية للفترة من 24 أيلول/ سبتمبر ولغاية العاشر من أكتوبر/ تشرين الأول من عام 2004 ! امتازت الدورة العاشرة بكونها الدورة الأولى التي يجتمع فيها الشباب العربي كافة... حيث شارك في أحداثها جميع أعضاء الجامعة العربية ال (22) في تجمع رياضي عربي غير مسبوق.. وبلغ عدد الرياضيين والرياضيات المشاركين في الدورة (3240) شخصا... تنافسوا في (26) فعالية رياضية... ! ولأول مرة في تاريخ الدورات العربية.. تغيب مسابقة كرة القدم بعد اعتذار أغلب الدول العربية عن المشاركة... لتقتصر المشاركة على أربعة أقطار هي (الجزائر-فلسطين-العراق-اليمن) قبل أن يتم إلغاؤها نهائيا بعد اعتذار اليمن ! وغابت كرة اليد أيضا... فيما تم إدراج فعاليات العاب المعوقين لذوي الاحتياجات الخاصة ضمن فعاليات الدورة للمرة الأولى ! وشهدت الدورة حدوث أزمة بين مصر والجزائر بسبب إدماج مسابقات المعوقين ضمن المسابقة الرسمية.. فبعد أن كان جدول الميداليات يشمل ألعاب الأصحاء فقط.. قامت اللجنة المنظمة وفي اليوم الأخير بإضافة ميداليات ذوي الاحتياجات الخاصة.. والذي أدى إلى تصدر الجزائر للترتيب وتراجع مصر للمركز الثاني... وكان من نتائج هذه الأزمة عدم إعلان اللجنة المنظمة للنتيجة النهائية للدورة أو تتويج مصر الفائزة بالصدارة رسمياً، ولم يعزف نشيدها الوطني كما هو معتاد في مراسيم الدورة.

## الدول المشاركة
| - الجزائر - مصر - تونس - المغرب - سوريا - العراق - الأردن - لبنان | - ليبيا - فلسطين - الكويت - السعودية - السودان - عمان - البحرين - الإمارات | - موريتانيا - قطر - جيبوتي - الصومال - اليمن - جزر القمر |

## الألعاب المشاركة

### للأصحاء
| - ألعاب القوى - كرة السلة - رفع الأثقال - السباحة - الجمباز - المصارعة - الملاكمة - الكرة الطائرة - الكرة الطائرة الشاطئية | - الدراجات - الفروسية - الرماية - الكارتيه - الجودو - المبارزة - التايكواندو - كرة المضرب | - كرة الطاولة - القوارب الشراعية - الشطرنج - الإسكواش - الريشة الطائرة - الكيك بوكسنغ |

### لذوي الاحتياجات الخاصة
| - ألعاب القوى - كرة السلة | - الرماية - كرة الهدف |

## توزيع الأوسمة
| الترتيب | منتخب     | ذهبية | فضية | برونزية | المجموع |
| ------- | --------- | ----- | ---- | ------- | ------- |
| 1       | الجزائر   | 91    | 89   | 87      | 171     |
| 2       | مصر       | 81    | 52   | 49      | 127     |
| 3       | تونس      | 46    | 39   | 47      | 132     |
| 4       | سوريا     | 24    | 30   | 36      | 90      |
| 5       | المغرب    | 21    | 38   | 41      | 100     |
| 6       | السعودية  | 16    | 20   | 18      | 54      |
| 7       | العراق    | 13    | 24   | 34      | 71      |
| 8       | الأردن    | 11    | 19   | 31      | 61      |
| 9       | ليبيا     | 5     | 2    | 3       | 10      |
| 10      | الإمارات  | 4     | 5    | 10      | 19      |
| 11      | الكويت    | 3     | 6    | 18      | 27      |
| 12      | قطر       | 3     | 5    | 18      | 26      |
| 13      | لبنان     | 3     | 3    | 5       | 11      |
| 14      | اليمن     | 3     | 1    | 4       | 8       |
| 15      | السودان   | 2     | 6    | 3       | 11      |
| 16      | البحرين   | 2     | 1    | 3       | 6       |
| 17      | فلسطين    | -     | 1    | 1       | 2       |
| 18      | عمان      | -     | 1    | -       | 1       |
| 19      | جيبوتي    | -     | -    | -       | -       |
| 19      | موريتانيا | -     | -    | -       | -       |
| 19      | الصومال   | -     | -    | -       | -       |
| 19      | جزر القمر | -     | -    | -       | -       |